# ダリル・ジョンソン (バスケットボール)
ダリル・ジョンソン（Darryl Johnson 1965年10月26日- ）は、アメリカ合衆国ミシガン州フリント出身のバスケットボール選手。ポジションはポイントガード。

## 経歴
フリントの北側にあるジャクソン公園のそばで育った。ミシガン州立大学で、1983年から1987年まで4シーズンプレーした後、1987年のNBAドラフト3巡全体58位でゴールデンステート・ウォリアーズで指名されたが、NBAでプレーすることなく、CBAやワールド・バスケットボール・リーグ（WBL）、グローバル・バスケットボール・アソシエーション（GBA）、フィリピンなどでプレーした。
1990年にもインディアナ・ペイサーズのトレーニングキャンプに参加したが契約には至らなかった。
30歳となった1996年にクリーブランド・キャバリアーズと10日間契約を2度結び、11試合で平均1.1得点をあげた。その後、イタリアやリーガACBのCBジローナ、NBAデベロップメント・リーグのアイダホ・スタンピードや南米でプレーした。